# 아이돌마스터 원 포 올
<아이돌마스터 원 포 올> (THE IDOLM@STER ONE FOR ALL)은 반다이 남코 게임스로부터 2014년 5월 15일에 발매된 PlayStation 3용 아이돌 육성 게임.

## 개요
개성 풍부한 13명의 아이돌로부터 1명을 선택해, 톱 아이돌을 목표로 프로듀스하는 게임이다. 캐치 카피는 "새로운 꿈, 또 765프로 (여기)에서".
2013년 9월 21일에 행해진 라이브 이벤트 <THE IDOLM@STER 8th ANNIVERSARY HOP! STEP!! FESTIV@L!!!>마쿠하리 공연에서 <신작 아이돌 프로듀스 게임>이 개발중이라고 발표되어 2013년 11월 2일에 아카바네 회관에서 행해진 <극장판 아이돌 마스터 비밀 이벤트>에서 상세한 내용이 분명해졌다.
타이틀의 <원 포 올>은 종합 프로듀서 사카가미 요조 가라사대, <<올 포 원>과 세트로 사용되는 것으로, 한 명은 모두를 위해, 모두는 한 명을 위해서라는, 765 프로의 본연의 자세를 나타내고 있다>라고 한다.
패키지판과 다운로드판의 양쪽 모두가 판매되어 다운로드판은 PS3용 홈 어플리 <im@s CHANNEL>에 대응하고 있어, <im@s CHANNEL>상으로부터 기동해 플레이 가능해지고 있다.
패키지판은 통상판과 초회 한정판 <765 프로 신프로듀스 BOX>의 2종류가 발매. 초회 한정판에는 메인 비주얼 특제 BOX (사무소 버전), 스페셜 드라마 CD <765 프로가 간다!톱 아이돌의 일견학>, 765 프로 소속 아이돌 영업용 팜플렛, 사장의 격언들이 클리너, 765 프로 캘린더 (모두의 낙서들이), 한정 오리지널 디자인 의상이 손에 들어 오는 프로덕트 코드, 13종의 단책포스터가 부속된다.
초회 봉입 특전으로서 <아이돌 마스터 신데렐라 걸즈> <THE IDOLM@STER MILLION LIVE!>로 한정 아이돌이 손에 들어 오는 일련 번호가 부속된다.
게임 소프트주간 랭킹으로, 초동으로 8.3만개를 매상, 첫등장 1위 획득했다.